# Muhlenbergia flaviseta
Muhlenbergia flaviseta är en gräsart som beskrevs av Frank Lamson Scribner. Muhlenbergia flaviseta ingår i släktet muhlygräs, och familjen gräs. Inga underarter finns listade i Catalogue of Life.